# Hans Janowitz
Hans Janowitz (Poděbrady, 2 dicembre 1890 – New York, 25 maggio 1954) è stato uno scrittore boemo.
Hans Janowitz fu lo sceneggiatore del celebre film espressionista Il gabinetto del dottor Caligari (Das Kabinett des Doktor Caligari), diretto da Robert Wiene fra il 1919 e il 1920. 
Collaborò anche in due film di Friedrich Wilhelm Murnau: La testa di Giano, la cui sceneggiatura fu scritta da lui nel 1920 e Marizza, detta la signora dei contrabbandieri, film ormai oggi perduto, per il quale nel 1920/21 adattò il testo di Wolfram Geiger Die gelben Augen (Occhi verdi).
Poi abbandonò la carriera cinematografica e si dedicò agli affari.

## Filmografia
- Ewiger Strom (1920)
- Il gabinetto del dottor Caligari (Das Cabinet des Dr. Caligari, 1920)
- La testa di Giano (Der Januskopf, 1920)
- Die Geliebte Roswolskys (1921)
- Zirkus des Lebens (1921)
- Marizza, detta la signora dei contrabbandieri (Marizza, genannt die Schmugglermadonna, 1922)
- Das brennende Geheimnis (1923)